# Джебель-Мусса (биосферный резерват)
Джебель-Мусса (англ. Jabal Moussa) — биосферный резерват в Ливане. Резерват основан в 2009 году.

## Физико-географическая характеристика
В базе данных всемирной сети биосферных резерватов указаны следующие координаты заповедника: 34°03′43″ с. ш. 35°46′09″ в. д.. Согласно концепции зонирования резерватов общая площадь территории, которая составляет 65,0 км², разделена на три основные зоны: ядро — 12,5 км², буферная зона — 17,0 км² и зона сотрудничества — 35,5 км².
Высота над уровнем моря колеблется от 350 до 1500 метров. Западная часть резервата является наиболее низкой и оканчивается близ населённого пункта Фатр (Fatre), восточная часть более возвышенная и достигает поселений Bhassis and Chouabi. Северная граница проходит в 500 метрах от реки Ибрагим (Nahr Ibrahim), а южная в 500 метрах от реки Эль-Дахаб (Nahr el Dahab). Долины на территории парка в основном проходят с северо-востока на юго-запад.

## Флора и фауна
Расположенный вблизи Средиземного моря, резерват является частью средиземноморского биома и представляет вечнозелёные жестколистые леса («англ. evergreen sclerophylic broussailles and forests»). Высокогорный рельеф увеличивает биоразнообразие региона. Только на территории резервата можно выделить 14 фитоэкологических групп. Основу резервата составляет степь, на склонах гор растут деревья сикомора. На территории резервата произрастает 12 растений-эндемиков. Основными видами на территории резервата являются Pinus brutia, Quercus infectoria, Quercus calliprinos, к редким видам относятся Quercus cerris, Juniperus drupacea, Fraxinus ornus и Ostrya carpinifolia. Кроме того, территория резервата является самым южным ареалом для Ostrya carpinifolia.
На территории резервата обитает 83 вида птиц, 7 из которых являются редкими видами, а также 14 видов млекопитающих, включая серых крыс, азиатских волков и полосатых гиен.

## Взаимодействие с человеком
Территория резервата слабо затронута человеком, по ней не проходят автодороги. Общее число жителей составляет менее 8500 в летний период и менее 5000 — в зимний. На территории резервата найдены следы Римской империи XII века. Сохранились постройки с древней архитектурой.
Ядро резервата находится в муниципальной и государственной собственности. Его охрана осуществляется по решению совета министров, принятому в 2008 году. Решение также содержит данные о части буферной зоны. Другая часть буферной зоны находится под охраной закона о лесах. Транзитная зона, в которой расположен ряд деревень, в основном является частной собственностью.
Управлением территории занимается ассоциация по охране Джебель-Мусса (англ. Association for the Protection of Jabal Moussa) при поддержке министерства сельского хозяйства Ливана. 23 октября 2010 года в деревне Мсхете (Mshete) состоялась инаугурация биосферного резервата.